# فران ريان
فران ريان (بالإنجليزية: Fran Ryan) هي ممثلة أمريكية، ولدت في 29 نوفمبر 1916 في لوس أنجلوس في الولايات المتحدة، وتوفيت في 15 يناير 2000 في بربانك في الولايات المتحدة بسبب مرض.

## أعمال

### أفلام
- (1979) روكي 2[4][5]
- (1985) بال رايدر[6]

### مسلسلات
- ذا والتونز

## وصلات خارجية
- فران ريان على موقع IMDb (الإنجليزية)
- فران ريان على موقع أول موفي (الإنجليزية)
- فران ريان على موقع قاعدة بيانات برودواي على الإنترنت (الإنجليزية)
- فران ريان على موقع قاعدة بيانات الأفلام السويدية (السويدية)
- فران ريان على موقع قاعدة بيانات الفيلم (الإنجليزية)
- فران ريان على موقع كينوبويسك (الروسية)